# Alfred Renouard de Bussierre
Pour les articles homonymes, voir Renouard et Bussière.
Le baron Alfred Renouard de Bussière, né à Strasbourg le 14 juin 1804 et mort à Paris le 8 avril 1887, est un banquier, capitaine d'industrie et homme politique français, qui fut l'un des grands acteurs de la vie économique et politique de son temps en Alsace.

## Biographie

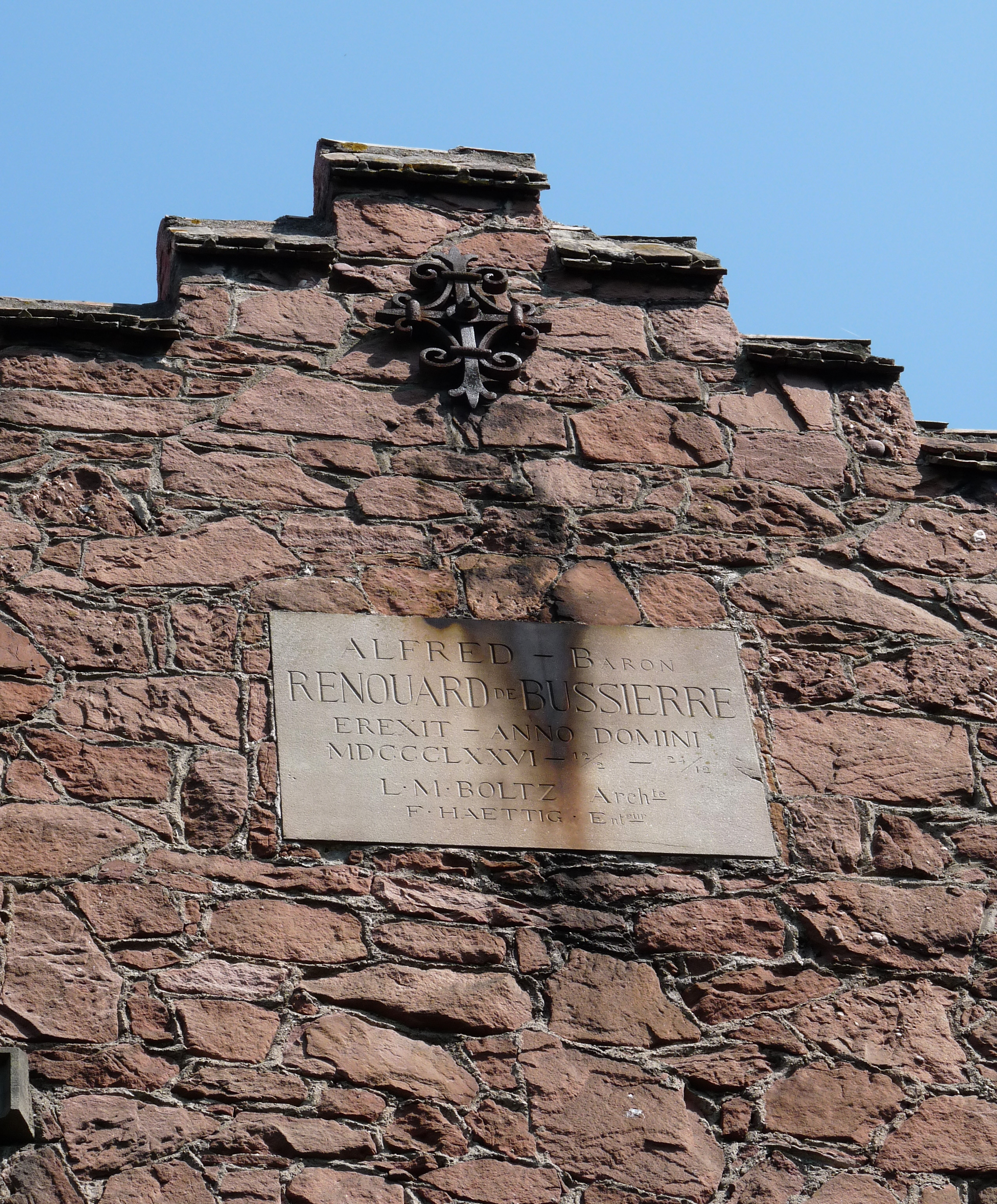
Inscription sur le pignon de la ferme Bussière (1876)

Second fils d'Athanase Paul Renouard de Bussierre (1776-1846), Alfred Renouard de Bussierre épouse en 1825 Mélanie de Coehorn, fille du général et baron d'Empire Louis Jacques de Coehorn. Leur fille Mélanie Renouard de Bussierre (1836-1914) épousera Edmond de Pourtalès-Gorgier.

### Un financier et capitaine d'industrie alsacien
Il est élevé dans la rigueur d'une vieille famille protestante. Banquier à Strasbourg, s'intéressant à l'industrie et à la navigation sur le Rhin, il prend la présidence de la Société de filature et de tissage mécaniques du Bas-Rhin en 1827 et prend part au rachat de la Fabrique d'acier du Bas-Rhin à Graffenstaden, devenant un établissement de constructions mécaniques dont il prend le contrôle et la présidence en 1848. L'Usine de Graffenstaden fusionne avec la société André Koechlin & Cie en 1872 pour former la Société alsacienne de constructions mécaniques (SACM), dont il assure la présidence jusqu'à son décès.
Président du tribunal de commerce de Strasbourg, il est directeur de la Monnaie de Strasbourg, puis de la Monnaie de Paris de 1861 à 1879.
Il devient administrateur de la Société générale du Crédit mobilier en 1863.

### Carrière politique
Conseiller général pour le canton de Geispolsheim et président du consistoire de la confession d'Augsbourg, il est élu député du Bas-Rhin le 26 juillet 1845. À la Chambre, il prend place au centre, soutient la politique de Guizot et obtient sa réélection en août 1846.
Soutenant le régime de Napoléon III, il obtient sa réélection jusqu'à la chute du Second Empire, le 4 septembre 1870
Membre de la Société de secours aux blessés pendant la guerre franco-allemande de 1870, il est cependant arrêté par les Allemands et interné à Rastadt en août 1870.